# Toray Pan Pacific Open 2013
Toray Pan Pacific Open 2013 byl tenisový turnaj pořádaný jako součást ženského okruhu WTA Tour, který se hrál na otevřených dvorcích s tvrdým povrchem s centrkurtem v aréně Ariake Coliseum. Konal se mezi 22. až 28. zářím 2013 v japonské metropoli Tokiu jako 30. ročník turnaje.
Turnaj s rozpočtem 2 369 000 dolarů patřil do kategorie WTA Premier 5. Nejvýše nasazenou hráčkou se stala světová dvojka Viktoria Azarenková ze Běloruska, která prohrála svůj úvodní zápas, když ji ve druhém kole vyřadila bývalá světová jednička Venus Williamsová ze Spojených států. Druhý singlový titul v sezóně a první na japonských ostrovech vybojovala Češka Petra Kvitová, která se tak vrátila do elitní světové desítky na 7. místo.

## Distribuce bodů a finančních odměn

### Distribuce bodů
| Soutěž         | Vítězové | F   | SF  | ČF  | 16 v kole | 32 v kole | 64 v kole | Q  | Q2 | Q1 |
| -------------- | -------- | --- | --- | --- | --------- | --------- | --------- | -- | -- | -- |
| ženská dvouhra | 900      | 620 | 395 | 225 | 125       | 70        | 1         | 30 | 20 | 1  |
| ženská čtyřhra | 900      | 620 | 395 | 225 | 125       | 1         |           |    |    |    |

### Finanční odměny
| Soutěž          | Vítězové | Finále   | Semifinále | Čtvrtfinále | 16 v kole | 32 v kole | 64 v kole | Q2     | Q1     |
| --------------- | -------- | -------- | ---------- | ----------- | --------- | --------- | --------- | ------ | ------ |
| ženská dvouhra  | $426 000 | $213 000 | $106 425   | $49 050     | $24 300   | $12 480   | $6 415    | $3 565 | $1 840 |
| ženská čtyřhra* | $122 000 | $66 200  | $35 100    | $18 650     | $10 150   |           |           |        |        |

* na pár

## Ženská dvouhra

### Nasazení
| Stát          | Hráčka                    | WTA1) | Nasazení |
| ------------- | ------------------------- | ----- | -------- |
| Bělorusko     | Viktoria Azarenková       | 2.    | 1.       |
| Polsko        | Agnieszka Radwańská       | 4.    | 2.       |
| Itálie        | Sara Erraniová            | 6.    | 3.       |
| Dánsko        | Caroline Wozniacká        | 8.    | 4.       |
| Německo       | Angelique Kerberová       | 9.    | 5.       |
| Srbsko        | Jelena Jankovićová        | 10.   | 6.       |
| Česko         | Petra Kvitová             | 11.   | 7.       |
| Itálie        | Roberta Vinciová          | 12.   | 8.       |
| Spojené státy | Sloane Stephensová        | 13.   | 9.       |
| Španělsko     | Carla Suárezová Navarrová | 14.   | 10.      |
| Srbsko        | Ana Ivanovićová           | 16.   | 11.      |
| Austrálie     | Samantha Stosurová        | 17.   | 12.      |
| Rumunsko      | Simona Halepová           | 18.   | 13.      |
| Belgie        | Kirsten Flipkensová       | 20.   | 14.      |
| Rumunsko      | Sorana Cîrsteaová         | 22.   | 15.      |
| Slovensko     | Dominika Cibulková        | 23.   | 16.      |

- 1) Žebříček WTA k 16. září 2013.

### Jiné formy účasti
Následující hráčky obdržely divokou kartu do hlavní soutěže:
- Belinda Bencicová
- Misaki Doiová
- Kurumi Naraová

Následující hráčky si zajistily postup do hlavní soutěže v kvalifikaci:
- Casey Dellacquová
- Darja Gavrilovová
- Polona Hercogová
- Paula Ormaecheaová
- Risa Ozakiová
- Anastasia Rodionovová
- María Teresa Torrová Florová
- Barbora Záhlavová-Strýcová

### Odhlášení
před zahájením turnaje
- Marion Bartoliová (ukončení kariéry)
- Jamie Hamptonová (poranění levého hlezna)
- Maria Kirilenková
- Sabine Lisická (horečka)
- Jekatěrina Makarovová
- Naděžda Petrovová (poranění levého kyčle)
- Maria Šarapovová (poranění pravého ramena)
- Serena Williamsová (únava)

### Skrečování
- Anastasija Pavljučenkovová (onemocnění)
- Anastasia Rodionovová (poranění levostranného břišního svalstva)

## Ženská čtyřhra

### Nasazení
| Stát      | Hráčka                 | Stát      | Hráčka                | WTA1) | Nasazení |
| --------- | ---------------------- | --------- | --------------------- | ----- | -------- |
| Tchaj-wan | Sie Šu-wej             | Čína      | Pcheng Šuaj           | 19.   | 1.       |
| Austrálie | Ashleigh Bartyová      | Austrálie | Casey Dellacquová     | 23.   | 2.       |
| Srbsko    | Jelena Jankovićová     | Slovinsko | Katarina Srebotniková | 26.   | 3.       |
| Německo   | Anna-Lena Grönefeldová | Česko     | Květa Peschkeová      | 27.   | 4.       |

- 1) Žebříček WTA k 16. září 2013; číslo je součtem umístění obou členek páru.

### Jiné formy účasti
Následující páry obdržely divokou kartu do hlavní soutěže:
- Dominika Cibulková /  Marina Erakovicová
- Kimiko Dateová /  Arantxa Parraová Santonjaová
- Kirsten Flipkensová /  Petra Kvitová

Následující pár nastoupil do soutěže z pozice náhradníka
- Šúko Aojamová /  Megan Moultonová-Levyová

### Odhlášení
před zahájením turnaje
- Martina Hingisová (osobní důvody)
- Anastasija Pavljučenkovová (nemoc)

## Přehled finále

### Ženská dvouhra
- Petra Kvitová vs.  Angelique Kerberová, 6–2, 0–6, 6–3

### Ženská čtyřhra
- Cara Blacková /  Sania Mirzaová vs.  Čan Chao-čching /  Liezel Huberová, 4–6, 6–0, [11–9]